# ذوات المئابر المسامية
ذوات المئابر المسامية (الاسم العلمي: Poranthereae)، قبيلة نباتات مُزهرة من فصيلة الأملجية. إنها واحدة من عشر قبائل في الفصيلة، وواحدة من أربع قبائل في فُصيلة أملجاوات. تتكون القبيلة من حوالي 111 نوعًا، موزعة على ثمانية أجناس.